# Crescenzago
Crescenzago (Carscenzagh o Crescenzagh in dialetto locale, AFI: [kreʃẽˈtsɑːk]) è un quartiere satellite di Milano, posto nella periferia nord-orientale della città, appartenente al Municipio 2 e al NIL  n. 19, denominato: “Padova, Turro, Crescenzago".
Fu comune autonomo fino al 1923, anno in cui venne annesso a Milano.
Nota è la via che lo attraversa, via Padova. 

## Geografia fisica
Il quartiere è delimitato dal fiume Lambro. Nell'area si trovano ampie zone verdi, fra cui il parco Lambro, la Pista Ciclabile Martesana ed il Bosco di Crescenzago.

## Origine del nome
Il nome del quartiere deriva dal latino Crescentii ager, ovvero campo di Crescenzio. Tuttavia, il suffisso "-ago" trae molto probabilmente origine da quello celtico "-akos", con quale si indicava un'area costituente una proprietà terriera, quando non un semplice derivativo comune in denominazioni e toponimi.

## Storia

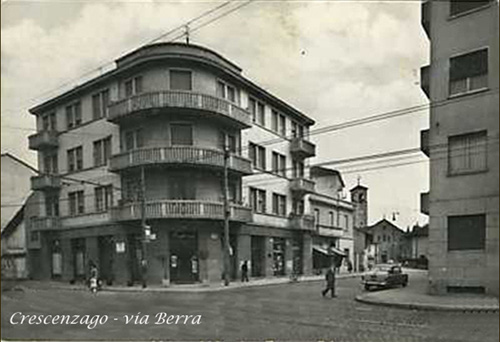
Casa Berra nell'omonima via fin dal 1400

La zona di Crescenzago è abitata sin dalla protostoria, come testimoniato dai reperti ritrovati nel 1869 nell'attuale area del quartiere Adriano, risalenti all'età del bronzo (Età del Bronzo Recente: circa 1300 a.C.): antiche urne in terracotta di forma tronco-conica contenenti, oltre alle ceneri dei defunti, alcuni oggetti di corredo (coltelli spezzati e spilloni per capelli).
In età romana il borgo rappresentava un importante punto di passaggio per coloro che entravano o uscivano dall'antica Mediolanum; per tale motivo Crescenzago veniva citato in numerosi documenti: tra questi, la testimonianza più significativa riguarda quella di un anonimo pellegrino che nel 333 d.C. scrisse un racconto del suo viaggio da Burdigala a Gerusalemme chiamato Itinerarium Burdigalense, in cui citava, tra i vari luoghi visitati, le città di Cimilianum (oggi Cimiano) e Crescentiacum.

Decreto di annessione del comune di Crescenzago a Milano (1923)

A partire dal XII secolo il paese si sviluppò intorno alla chiesa di Santa Maria Rossa, una chiesa in stile romanico del 1140, sita nell'attuale via Berra, un tempo sede di un trittico del Bergognone, in seguito trasferito presso il Museo Diocesano di Milano. Nella medesima via, di fronte alla chiesa si erge un palazzo, detto Casa Berra, risalente al 1400 e un tempo fiancheggiato da un giardino barocco, oggi andato perso. Crescenzago costituì per molto tempo la strada di ingresso alla città per chi proveniva da Venezia. La prima esperienza di unione con Milano risale al 1808 in conseguenza di un decreto di Napoleone, con cui vennero annessi alla città altri 36 comuni allo scopo di aumentare le entrate comunali derivanti dalle tasse, ma il provvedimento fu annullato nel 1816 dagli austriaci, che riconobbero nuovamente l'autonomia amministrativa di Crescenzago. Il processo di annessione definitivo, verificatosi sotto l'amministrazione Caldara, venne avviato nel 1917 e comprese l'inglobamento di venticinque comuni e frazioni in totale portò Crescenzago, comune autonomo, ad essere annesso a Milano nel 1923 insieme ad altri dieci comuni.

Il quartiere, caratterizzato dalla presenza di numerose cascine, si trova lungo il Naviglio della Martesana, dove nel Settecento vennero costruite varie residenze di villeggiatura per i milanesi benestanti: un classico esempio sono le ville De Ponti (risalente al XIX secolo, e con una filanda all'interno del giardino), Lecchi (secolo XVIII), Brasca, Pallavicini, Petrovic (XIX secolo).
 All'epoca quest'area, conosciuta come Riviera di Milano, era considerata di qualità, con i terreni coltivati a cereali e gelsi. La zona è infatti descritta come un importante luogo di vacanza in una guida turistica del XIX secolo: 
(Nuovissima guida dei viaggiatori in Italia,1834)
A sole poche centinaia di metri si ritrova il paesaggio composto da palazzi e industrie tipicamente metropolitane.
Negli anni trenta, la località Lazzaretto di Crescenzago ospitò fiorenti fabbriche e lavanderie.

## Monumenti e luoghi d'interesse
- Chiesa di Santa Maria Rossa in Crescenzago
- Chiesa dei Santi Re Magi
- Chiesetta di San Mamete (via San Mamete), in località Lazzaretto[12]
- Il palazzo sede dell'ex-comune di Crescenzago (piazza Costantino, 1)
- L'Istituto Infantile di Crescenzago (via Padova, 269)
- La Curt de l'America (via Padova, 275)
- Fabbrica ex-Ovomaltina
- Il Naviglio della Martesana
- Il monumento ai caduti in viale Don Luigi Orione, dedicato ai caduti di Crescenzago nelle guerre dal 1821 al 1945
- Cascina Bosco (via San Mamete, 98)
- Cascina San Carlo
- Cascina Cattabrega
- Cascina San Paolo

### Ville della Riviera

Villa Petrovic agli inizi del Novecento

Villa PinoVilla in stile neoclassico, costruita dal generale napoleonico Domenico Pino.
Villa PetrovicVilla settecentesca caratterizzata da una torretta in stile neogotico.
Villa LecchiCostruita dal matematico Giovanni Antonio Lecchi, ha ospitato la sua famiglia dalla costruzione (1750 circa) fino a che, nel XIX secolo non è stata acquistata dall'industriale tessile Enrico Mangili destinando l'immobile a fabbrica. La zona della villa viene così descritta dallo stesso Lecchi:
(Trattato de' canali navigabili)
Villa De PontiVilla in stile Barocco, è una delle più antiche della riviera. Venne eretta come residenza di villeggiatura per la curia ambrosiana. A partire dal XVII secolo subì una serie di passaggi di proprietà che si concluse con l'acquisto da parte della famiglia De Ponti nel 1865.
Villa AlbrighiIn stile neogotico, costruita verso la fine del '700 e acquistata dalla famiglia Albrighi nei primi del Novecento. È stata oggetto di restauro nel 2006.

## Società

### Evoluzione demografica
Abitanti censiti

A metà del Settecento fece registrare 270 abitanti in paese e 250 nella frazione di Cimiano, nel 1805 si contavano 681 residenti in tutto il comune. Al 1858 il borgo registrava una popolazione di 1 534 abitanti su una superficie di 538 ettari. La rivoluzione industriale comportò poi un rapido incremento demografico, passando dai 1753 residenti del 1871 ai 2881 del 1901, e dai 6553 del 1911 ai 7125 del 1921.
Dal 1923 il comune è stato accorpato a Milano: non sono quindi disponibili i dati demografici successivi al 1921.

## Altre località

### Cascina Gobba
Cascina Gobba (Cassina Goeubba in dialetto milanese) è un quartiere compreso all'interno di Crescenzago, che si sviluppa ad est di questo. Prende il nome dall'omonima cascina, che a sua volta potrebbe derivare il nome dalla curvatura caratterizzante il muro perimetrale di quest'ultima lungo la via Padova. Altre ipotesi sul nome della cascina e della località vorrebbero che "gobba" sia legata a un dosso del terreno lungo via Padova, che fu poi spianato, oppure da un quadro che era affisso all'ingresso di un'osteria che raffigurava una persona ricurva. L'ipotesi più probabile è che il nome sia legato a un contadino vissuto nel XVII secolo, Cristoforo De Magistris soprannominato "il Gobbo", che era l'affittuario della cascina.

### Quartiere Adriano
Il Quartiere Adriano (Quarter Adrian in dialetto milanese) è un quartiere compreso all'interno di Crescenzago, che si sviluppa a nord di questo.
Storicamente parte del comune di Crescenzago, il quartiere Adriano prende il nome dalla via che collega il centro di Crescenzago a Cassina de' Gatti.
È un quartiere che si è sviluppato a cavallo tra gli anni novanta e gli anni 2000; in particolare, una parte di questo quartiere (ossia quella a ovest di Via Adriano) si sviluppa sulle aree un tempo occupate dagli stabilimenti della Magneti Marelli.

## Infrastrutture e trasporti

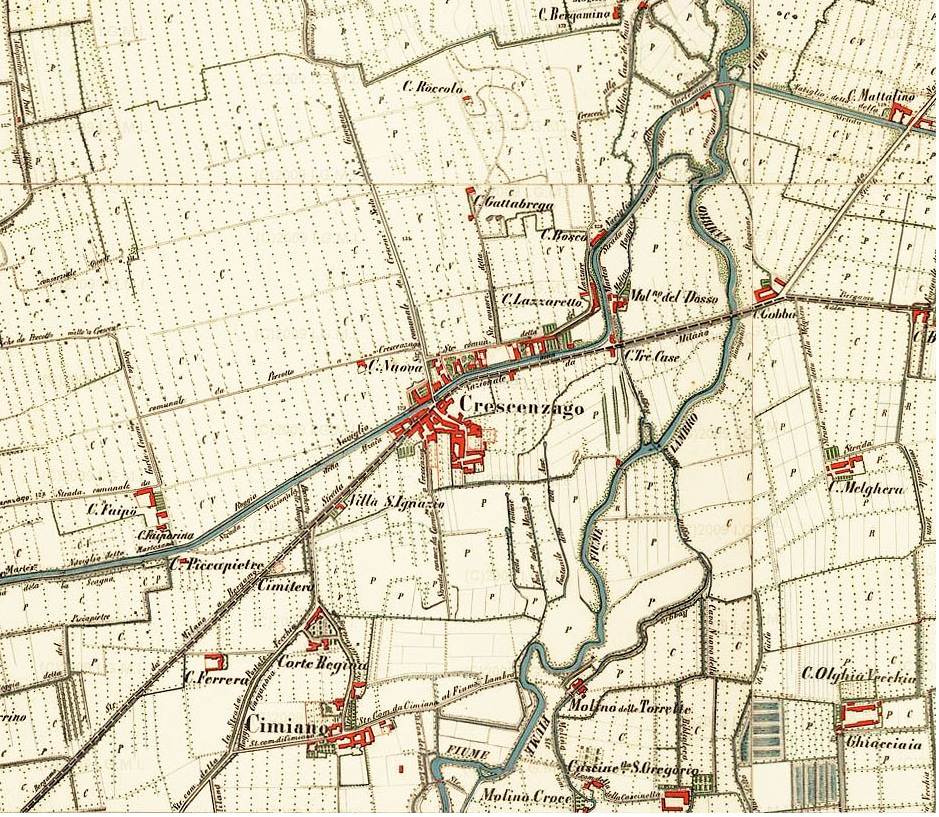
Mappa che raffigura il territorio dell'antico paese

- Linea M2: stazioni di Crescenzago e Cascina Gobba
- MeLa (Metropolitana Leggera Automatica): stazione di Cascina Gobba

Il quartiere di Crescenzago è attraversato dalla via Padova (precedentemente via Milano, e prima ancora strada Postale Veneta). Parallela alla via Padova, a sud di questa, corre la via Palmanova, un'importante strada radiale che è il tratto di penetrazione urbana della strada statale 11 Padana Superiore, che collega Milano (piazzale Loreto) a Brescia e Venezia. L'attiguo quartiere di Cascina Gobba è servito da uno svincolo della tangenziale est di Milano.
Nel quartiere sono presenti due stazioni della linea M2 della metropolitana di Milano, Crescenzago e Cascina Gobba: quest'ultima stazione è nodo di interscambio con la metropolitana leggera (MeLA) da e per l'ospedale San Raffaele.
Varie linee di autobus, gestite da ATM, collegano Crescenzago ai quartieri limitrofi ed al centro di Milano. In passato, Crescenzago era interessato al passaggio della linea tranviaria Milano-Vimercate, soppressa negli anni ottanta e delle linee celeri dell'Adda, sostituite negli anni ottanta della metropolitana.
La prima patente di guida della provincia di Milano conferita ad una donna venne assegnata a Giuseppina De Ponti, personalità crescenzaghese e figlia dell'industriale locale Domenico De Ponti, nel 1909.

## Galleria d'immagini

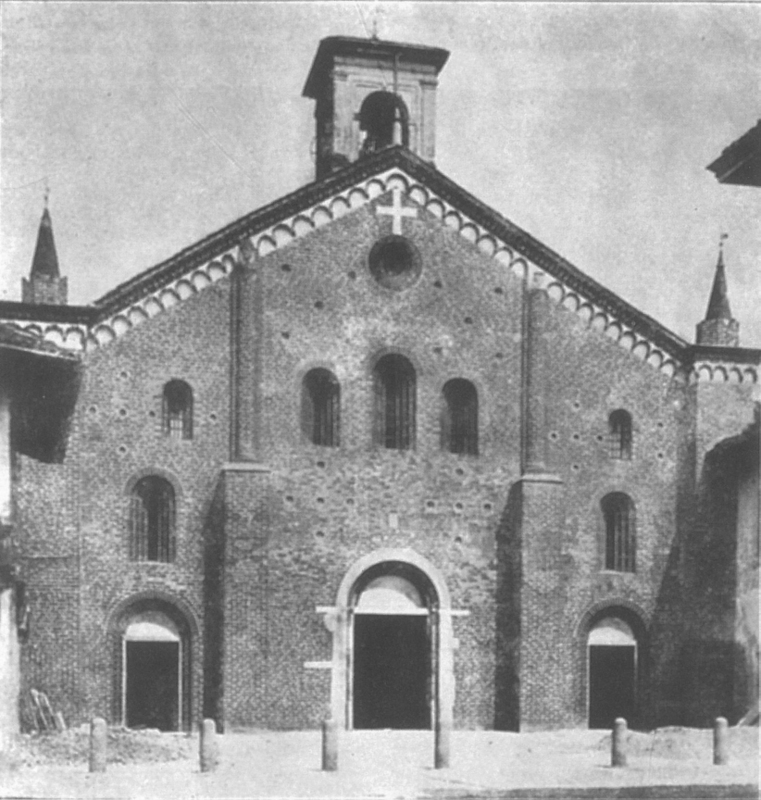
La chiesa di Santa Maria Rossa, attorno al 1920
I dazi di Crescenzago nel 1947
Il monumento ai caduti in viale don Luigi Orione
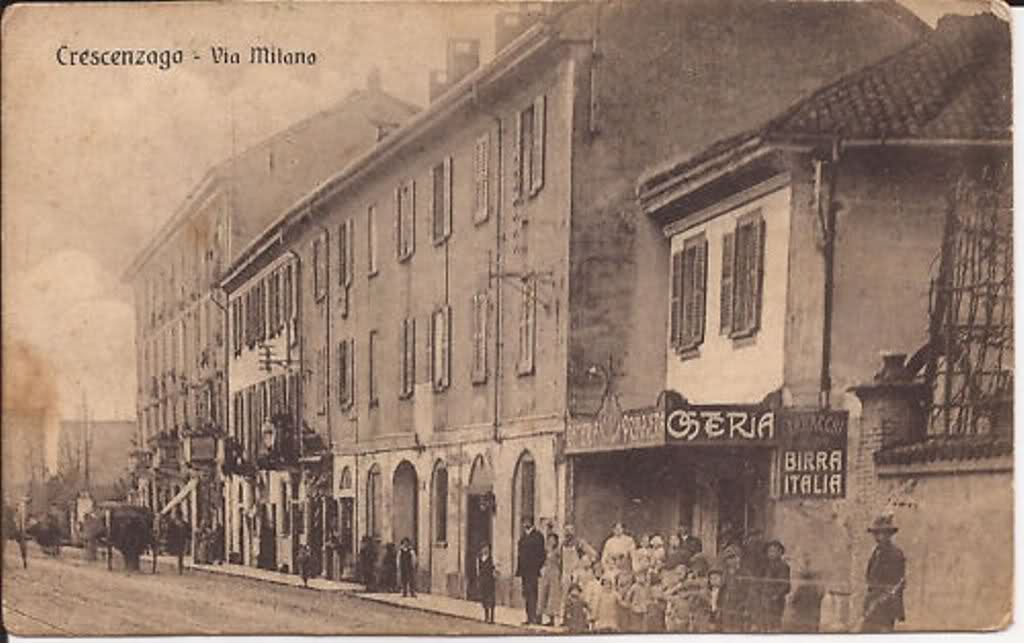
Via Milano, oggi via Padova, ai primi del Novecento
Il ponte in via Elio Adriano
Tram in via Padova
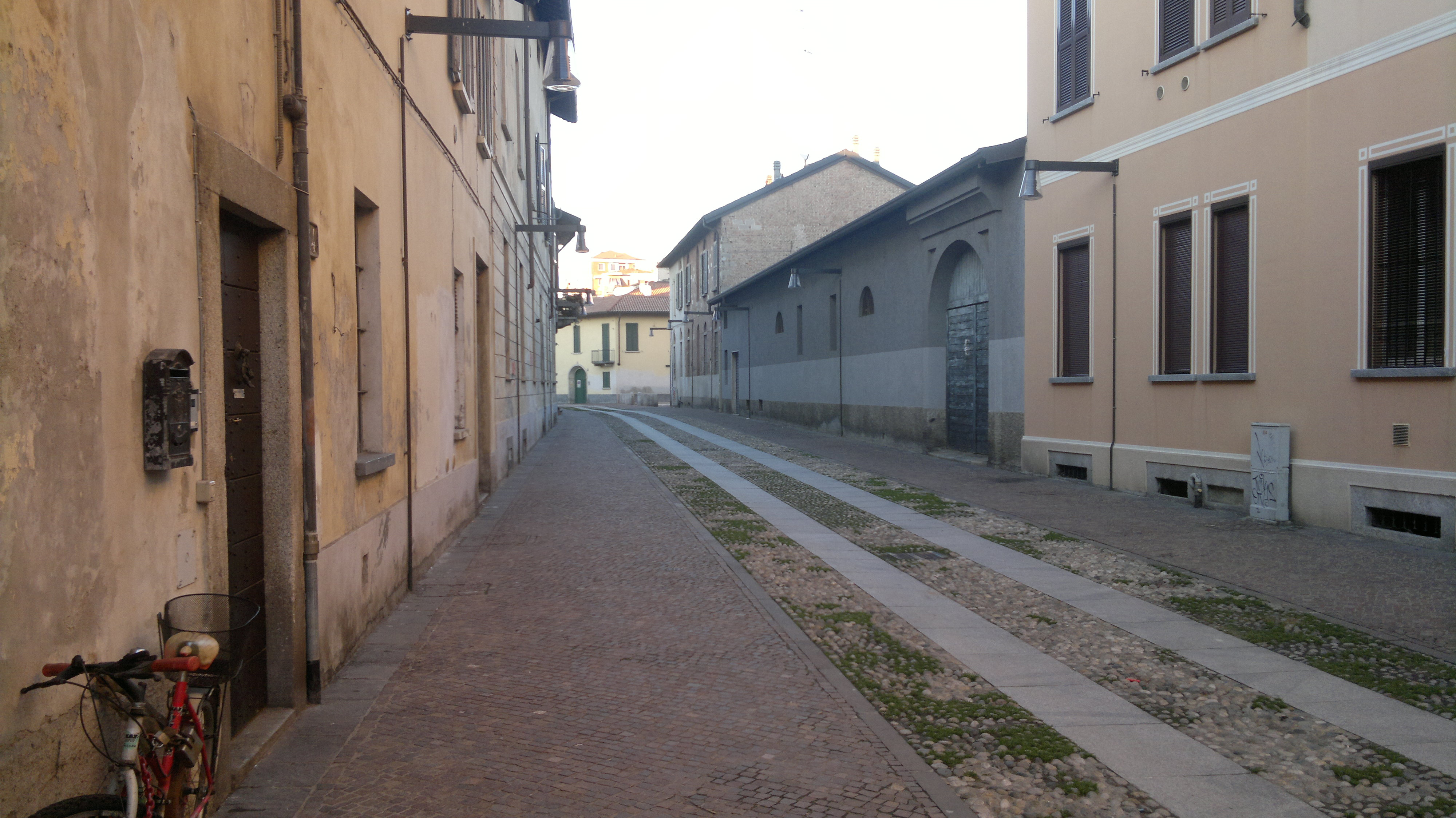
Via Berra oggi